# Verkeerscentrale Hoek van Holland
De verkeerscentrale Hoek van Holland is met de verkeerscentrale Rotterdam onderdeel van het Vessel Traffic Management System (VTMS) in het Rotterdamse havengebied en de aanloop daarvan. De verkeerscentrale Hoek van Holland begeleidt de scheepvaart in de sectoren Maas Aanloop (VHF-1), Pilot Maas (VHF-2), Maasmond (VHF-3), Rozenburg (VHF-65), Europoort (VHF-66).